# Svijet umjetnosti
Svijet umjetnosti uključuje proizvodnju, naručivanje, prezentiranje, održavanje, promicanje, bilježenje, kritiziranje, kupnju te prodaju likovnih djela, kao i sve osobe koje su i same uključene u svijet umjetnosti. Postoje mnogi svjetovi umjetnosti, koji su definirani pomoću lokacije ili alternativnim definicijama likovne umjetnosti. Za samo označivanje luksuzne razine globalizirane likovne umjetnosti neki bi mogli koristiti određeni umjetnički svijet. Kao odgovor na kreativnost onih koji stvaraju umjetnost te kao i odgovor na društvene promjene svjetovi umjetnosti se neprekidno mijenjaju. 

## Povijest
Pojam svijet umjetnosti  nije skovan u 20. stoljeću, već ga se može pronaći i u publikacijama iz 19. stoljeća. U vremenu 18. stoljeća nastaju mnoge komponenate, kao što su prostori za izložbe, kritičari i muzeji; kao i sam pojam likovne umjetnosti ( Beaux Arts).

## Sociološka definicija
Kako članovi grupe ne bi morali izravno komunicirati koristi se kooperativna aktivnost, one se sastoje od pojmova koji se međusobno povezuju (društvene norme, uloge i institucije) na taj način je definiran svijet umjetnosti. :46
Howard S. Becker predstavlja svijet umjetnosti kao "mrežu ljudi čije kooperativne aktivnosti, organizirane pomoću njihovog povezanog znanja o konvencionalnim oblicima izvođenja stvari, izvode određenu vrstu umjetničkih djela po kojima je svijet umjetnosti prepoznatljiv." Becker priznaje kako je ova definicija ponavljanje nečeg već izrečenog, ali je smatra korisnom za potrebu razumijevanja načina na koji se umjetnička djela proizvode i koriste.:xxiv
Sarah Thornton, koja je ujedno i sociologinja, opisuje umjetnički svijet kao "ne očvrsnutu mrežu isprepletenih supkultura koje zajedno povezuje vjera u umjetnost". One se šire cijelim svijetom, ali se formiraju u umjetničkim centrima kao što su New York City, London, Los Angeles i Berlin.

## Uloge u svijetu umjetnosti

### Proizvodnja
Postoje mnoge pozicije za one koji aktivno sudjeluju u stvaranju novih likovnih djela, ali uzor ostaje usamljeni umjetnik ili bliski suradnik. Povijesno gledano, umjetnost je bila produkt rada članova radionica, često majstora, brojnih kalfi i šegrta. Suvremeni umjetnici aludiraju na ovu grupnu praksu osnivanjem ateljerskim radionicama ili "tvornica" ili izradom djela industrijskim metodama određenih prema svojim planovima i specifikacijama. :183–217Neka djela se ne mogu izvesti  budući da su monumentalnih omjera. Umjetnik obavlja osnovni posao, pomno nadzire druge i daje konačno odobrenje gotovom djelu svojim potpisom ta se na taj način održava autentičnost povezana s likovnom umjetnošću, takva je praska u većini grupa.
Sve do feminističkog pokreta 1970-ih, umjetnička djela žena bila su uglavnom isključena s najviših razina svijeta umjetnosti.
Pohađanje umjetničke škole primarna socijalizacija pojedinaca potrebna za ulogu umjetnika.:46 O reputaciji umjetnika ovisi vrijednost suvremene umjetnosti, koja najčešće počinje stjecanjem MFA iz odabranog broja programa umjetničke škole.:45–46Neki umjetnici ,samouki ili autsajderi, mogu dobiti priznanje tako što ih otkrije trgovac, dok je drugima uskraćeno uključivanje.

### Distribucija
Kako bi se osigurala ekonomska potpora toj proizvodnji, proizvodnja umjetnosti ovisi o njezinoj distribuciji drugima. U prošlosti se to radilo preko mecena ili provizija kolekcionara. Izravnom prodajom ili kroz suradnju umjetnici to također mogu učiniti sami. Suvremena umjetnost najčešće se distribuira preko posrednika.:93–107
Trgovac umjetninama je poveznica između umjetnika, privatnih kolekcionara i institucionalnih kupaca. Trgovci obično posjeduju ili upravljaju umjetničkim galerijama dok neki trgovci mogu biti konzultanti koji savjetuju pojedinačne klijente. Uz marketinšku funkciju, održavanje javnih izložbi i svečanosti otvorenja postali su dio društvene funkcije svijeta umjetnosti.
Danas najznačajnija sila u marketingu suvremene likovne umjetnosti postao je međunarodni umjetnički sajam koji se najčešće obilježava svake druge godine. Komercijalni umjetnički sajmovi zapravo su privremene galerije koje zarađuju od privlačenja javnog interesa i natjecanja među skupljačima umjetnina. Jedan od ponajboljih je Art Basel koji je nastao u Švicarskoj 1970-ih te se zatim raširio na Miami 2000. i Hong Kong 2010. Art Basel je načinjen prema uzoru na Art Cologne, prvi sajam je bio financiran od strane i za komercijalne galerije; za razliku od svjetskih sajmova pod subvencijom vlade koji su započeli u viktorijansko doba. Jedan od prije navedenih, Venecijanski bijenale osnovan 1895., nastavlja djelovati kao zaklada dostupna široj javnosti s nacionalnim paviljonima.
Poteškoće u određivanju cijene rijetkih i jedinstvenih predmeta dovela je do nastanka dražbe umjetnina. Dok se procjene tržišne vrijednosti koriste za druge svrhe, kao što su oporezivanje, dobrotvorne donacije i nekretnine; posljednjih su godina cijene plaćene na aukcijama premašile takve procjene.

### Evaluacija

#### Likovni kritičari
Kritičar i filozof Arthur Danto je godine 1964. objavio esej definirajući "Svijet umjetnosti", u smislu teorije umjetnosti. Danto piše: "u današnje vrijeme netko najvjerojatnije nije osviješten da je bio na umjetničkom terenu bez umjetničke teorije koja bi mu to izrekla. A dio tog razloga leži u činjenici da je taj prostor konstituiran umjetnički na temelju umjetničkih teorija, tako da se upotreba teorija, uz to što nam olakšava razlikovati umjetnost od ostatka, sastoji se u tome da umjetnost učini mogućom." Tom Wolfe u djelu "Oslikanoj riječi" otišao je dublje u značenje navodeći da promatrač bez teorije nije u sposobnosti vidjeti moderno umjetničko djelo. Teorija je nužna zbog neprisustva narativnog značenja u apstraktnoj umjetnosti koje je nekada bila pružena od strane realističke umjetnosti. Početkom 21. stoljeća Danto je izjavio da suvremena umjetnost ne priča sama za sebe, već ima značenje samo u odnosu na diskurs svijeta umjetnosti.
Unatoč tome Becker primjećuje kako postoji mogućnost novih teorija o umjetnosti kojima bi se objasnilo prihvaćanje djela koja se ne uklapaju u starije teorije od strane svijeta umjetnosti. Jedan takav primjer je neuspjeh teorija oponašanja, u kojima se je umjetnost procjenjivala isključivo prema vjerodostojnom prikazivanju prirode, da pojasne djela koja su koristila oblik i boju kao način prikazivanja emocija, što je dovelo do formalizma.:145–146
Danto je imao izuzetan utjecaj na estetsku filozofiju, a ponajviše na institucionalnu teoriju umjetnosti Georgea Dickieja. Dickie definira umjetničko djelo kao artefakt " kojim mu je dodijeljen status kandidata za prihvaćanje od strane neodređene osobe ili osobe koja izvršava stvari u ime određene društvene institucije (svijeta umjetnosti)."

## Promijene
Pojam definiranog umjetničkog svijeta je kompliciran, budući da Becker i drugi prikazuju da su umjetnički svjetovi, umjesto da, nezavisna mnoštva raširena širom svijeta koja su uvijek u tijeku: više ne postoji "centar" u svijetu umjetnosti.
Svijet umjetnosti, ujedno s konceptom značenja likovne umjetnosti, se neprestano izmjenjuje jer se umjetnička djela koja su prethodno bila isključena premještaju u "avangardu", a zatim u mainstream kulturu.